# NOEC
De No Observed Effect Concentration (NOEC) of No Observed Effect Level (NOEL) is een parameter in het vakgebied 'risicoanalyse'. De parameter geeft de hoogste concentratie van een (vervuilende) substantie aan waarbij geen (negatieve) effecten bij een bepaalde soort wordt waargenomen. Om verschil te maken tussen het meten van een willekeurig effect en een negatief effect, wordt de NOEC bij een negatief effect ter verduidelijking vaak ook de NOAEC (No Observed Adverse Effect Concentration) of NOAEL (No Observed Adverse Effect Level) genoemd. Verder moet in acht genomen worden dat bij studies vaak alleen naar één of hooguit enkele mogelijke (negatieve) effecten wordt gekeken.
De NOEC is vaak de concentratie waarbij een bepaald milieubeleid in werking treedt.
Naast de NOEC wordt ook de NEC gehanteerd (No Effect Concentration). Dit is een willekeurige concentratie waarbij geen (negatieve) effecten worden waargenomen bij een bepaalde soort. De NOEC is per definitie dus ook een NEC, maar andersom hoeft dit dus niet het geval te zijn.

## Industrie
In de industrie worden voortdurend nieuwe chemicaliën ontwikkeld en geproduceerd die een mogelijk negatief effect hebben op de volksgezondheid of op het milieu in het algemeen. Vandaag de dag wordt risk assessment over het algemeen als onmisbaar beschouwd als het aankomt op besluitvorming op wetenschappelijke basis. Over het algemeen wordt er niet getwijfeld aan het bestaan van een NOEC of NEC, maar het vaststellen van de NOEC is een ander verhaal. Het vaststellen gebeurt in de meeste gevallen door het gebruik van gestandaardiseerde tests, bijvoorbeeld van het OECD of van de Internationale Organisatie voor Standaardisatie, waarbij groepen van testdieren worden blootgesteld verschillende concentraties van de te meten stof. Er kan onder andere worden gekeken naar het overlevingspercentage, de ontwikkeling of de reproductie van de dieren.
Aangezien de tests in beginsel vaak worden uitgevoerd met een groot bereik aan concentraties, resulteert dit meestal in het vaststellen van de NOEC. De NOEC wordt echter ernstig bekritiseerd op statistische gronden door diverse auteurs, waarbij deze concludeerden dat men de NOEC moest laten varen.

## Alternatief
Een voorgesteld alternatief voor de NOEC is de zogenaamde ECx-concentratie, oftewel de concentratie waarbij een x % effect wordt gemeten. De EC50 is dus de concentratie waarbij 50% van de geteste dieren een (negatief) effect vertoont. Maar net als de NOEC toont ook de ECx-concentratie problemen bij het toepassen voor risk assessment. Elke x-waarde anders dan 0 impliceert namelijk dat een (negatief) effect wordt geaccepteerd, en dit botst met het einddoel: Het beschermen van het milieu, of de volksgezondheid. Het doel van milieuwetgeving is het bereiken van een staat waarin vervuilende stoffen geen negatieve effecten aan het milieu veroorzaken. ECx-waarden zijn afhankelijk van de tijd van blootstelling van de stof aan de omgeving. Dit betekent dat de ECx-waarden afnemen bij een toenemende blootstellingstijd, totdat er een evenwicht wordt bereikt. Dit heeft te maken met het feit dat effecten afhankelijk zijn van interne concentraties, en het kan dus even duren voordat de stof het lichaam of een testorganisme binnendringt. Standaard worden experimenten uitgevoerd met organismen die niet eerder zijn blootgesteld aan de te testen stof. De blootstellingstijd waarin de afname van de stof in het milieu substantieel is is afhankelijk van de eigenschappen van het organisme en het milieu en het te meten effect. Dit kan er dus toe leiden dat een EC50 een lagere waarde heeft dan bijvoorbeeld de EC10, afhankelijk van het gebruikte testprotocol.